# 世宗大王號驅逐艦
世宗大王號驅逐艦（韓語：DDG-991 세종대왕 구축함/世宗大王號 驅逐艦）是大韓民國海軍建造的世宗大王級驅逐艦的首艦。該艦是大韓民國海軍以神盾艦標準建造的第一艘驅逐艦，以朝鮮朝鮮王朝第四任大王世宗大王的名字命名。

## 背景
該艦屬於世宗大王級首艦，世宗大王級屬於韓國海軍韓國驅逐艦實驗（KDX）計劃的第三階段（KDX-III），該計劃是一項大型造船計劃，旨在增強韓國海軍保衛韓國週邊海域免受各種威脅的能力，並韓國海軍打造成一支藍水海軍。
該艦配備神盾戰鬥系統（Baseline 7 Phase 1）和AN/SPY-1D多功能雷達天線。
KDX-III世宗大王驅逐艦標準排水量8,500噸，滿載噸位11,000噸，該型艦是迄今為止韓國海軍擁有過的最大的驅逐艦，實際上，這級艦船比其他國家海軍的大多數驅逐艦都要大。  該型艦比阿利·伯克級驅逐艦或愛宕級驅逐艦也更大、更重，可以比後者多容納 32 枚飛彈。因此，一些學者認為，這類艦艇更適合稱為巡洋艦而不是驅逐艦。  KDX-III是目前攜帶宙斯盾作戰系統的最大艦艇。

## 建造與服役
1997年， 時任韓國總統金泳三爲了應對日本對於獨島的挑釁，他直接指示海軍參謀長要求建立海軍機動艦隊，但此計劃因國際貨幣基金組織危機而停滯。事件平息后，金大中政府改變了此計劃，並在原計劃的基礎上取了3艘盾艦，用於建造驅逐艦的資金轉而被用於增加盾艦的火力。
下水儀式於2007年 5月25日下午3點在蔚山 現代重工6號船塢舉行，透過這一天的下水儀式，韓國成為世界上第五個擁有宙斯盾艦的國家。盧武鉉總統、國防部長金章洙、海軍參謀長宋英武上將等各界重要人物出席了這場活動。盧武鉉總統在賀詞中表示，“今天是大韓民國海軍獲得最高榮譽的日子”。
關於該船的名稱，海軍參謀長宋英武在下水儀式上表示，「我們將繼承世宗大王為確保人民安全和加強國防而努力的精神。」，所以它被命名為「世宗大王」。」他說。

### 環太平洋軍演
韓國海軍積極參的與了最近的環太平洋軍演，這是一個獨特的訓練機會，有助於參與者培養和維持合作關係。 2010年6月23日，韓國世宗大帝參加環太平洋軍演2010。
2016年，她與忠武公李舜臣號驅逐艦（DDH-975）以及韓國海軍李億祺號潛艦（SS-071）再次參與了環太平洋演習。
世宗大王于2022年再次參加環太平洋軍演。

## 圖集

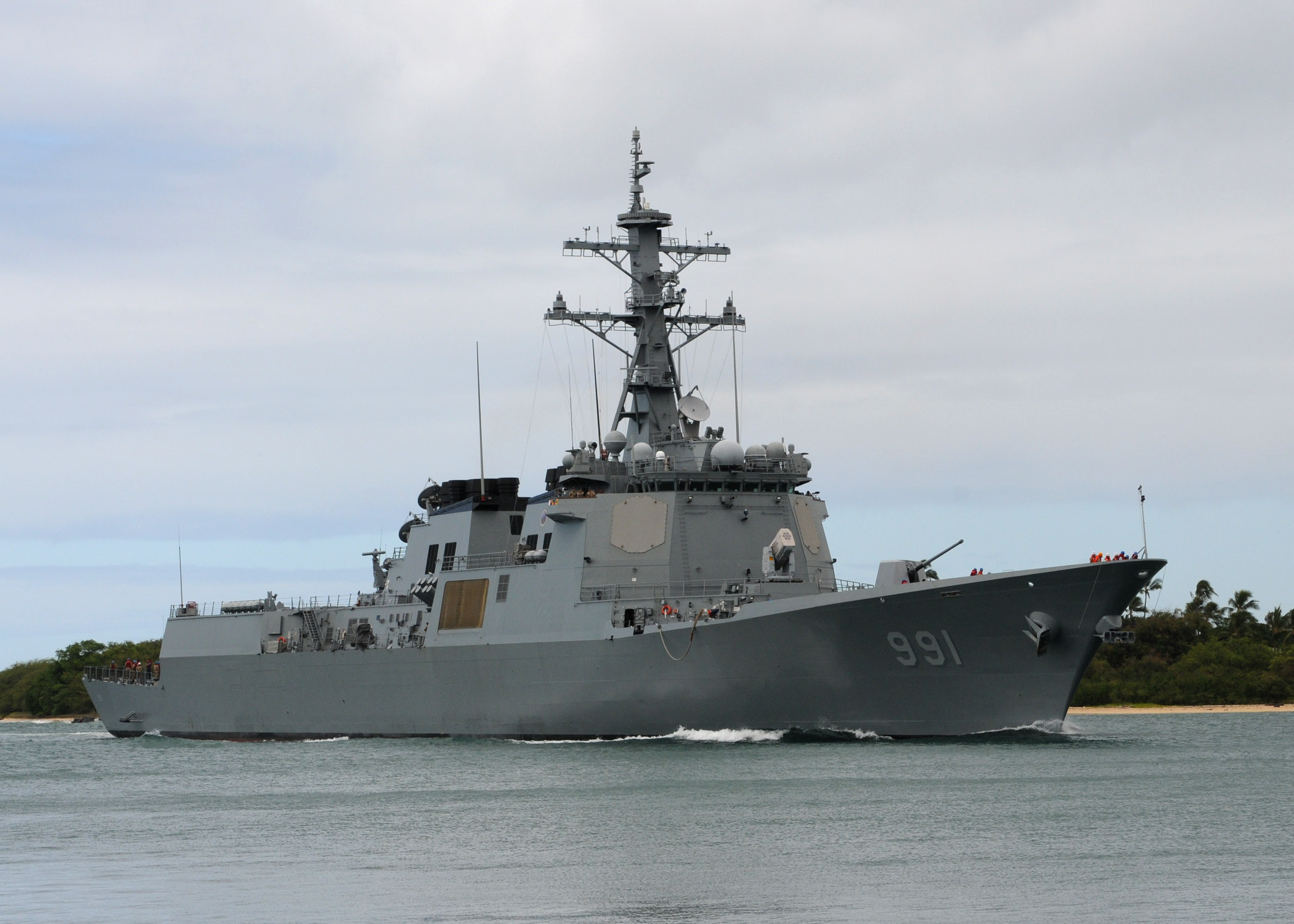
世宗大王號在2010年環太平洋軍事演習期間抵達珍珠港。
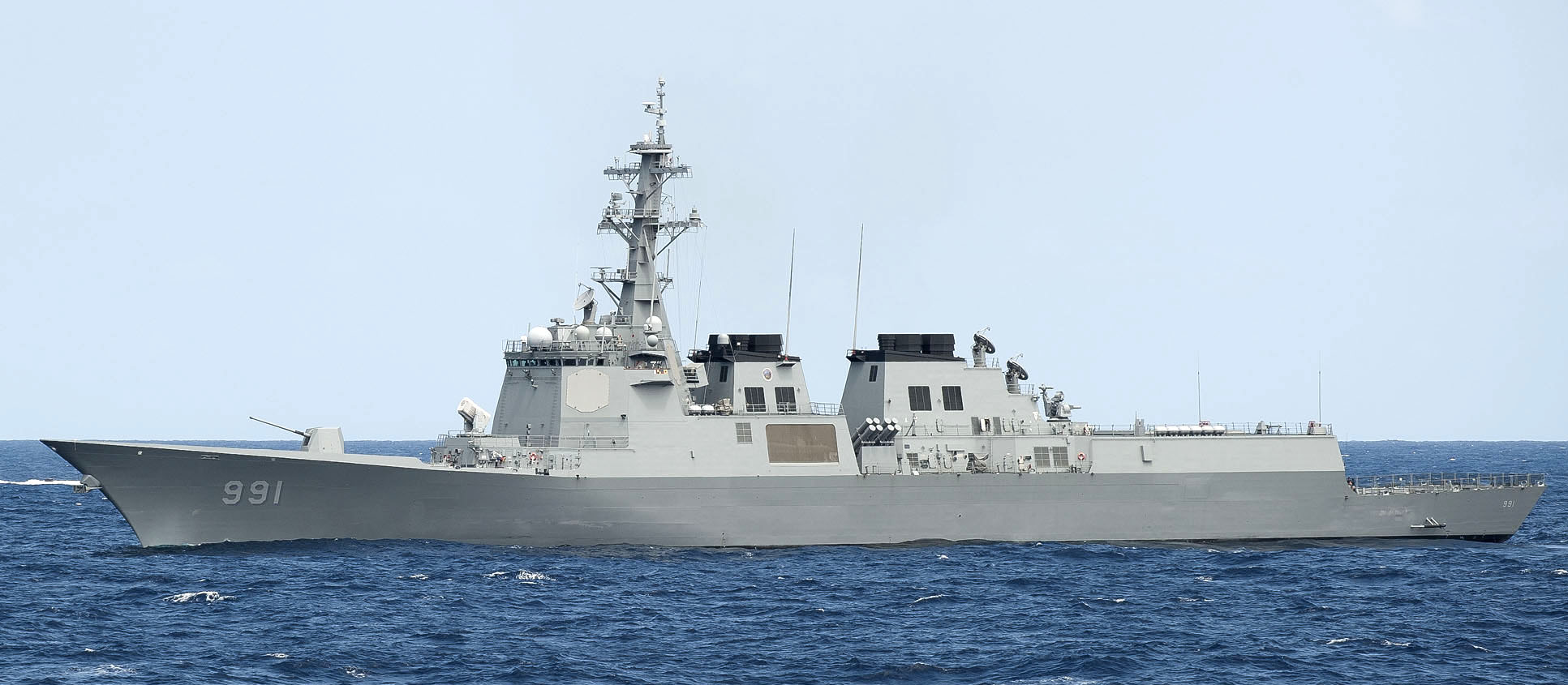
世宗大王號正在進行2010年環太平洋軍事演習
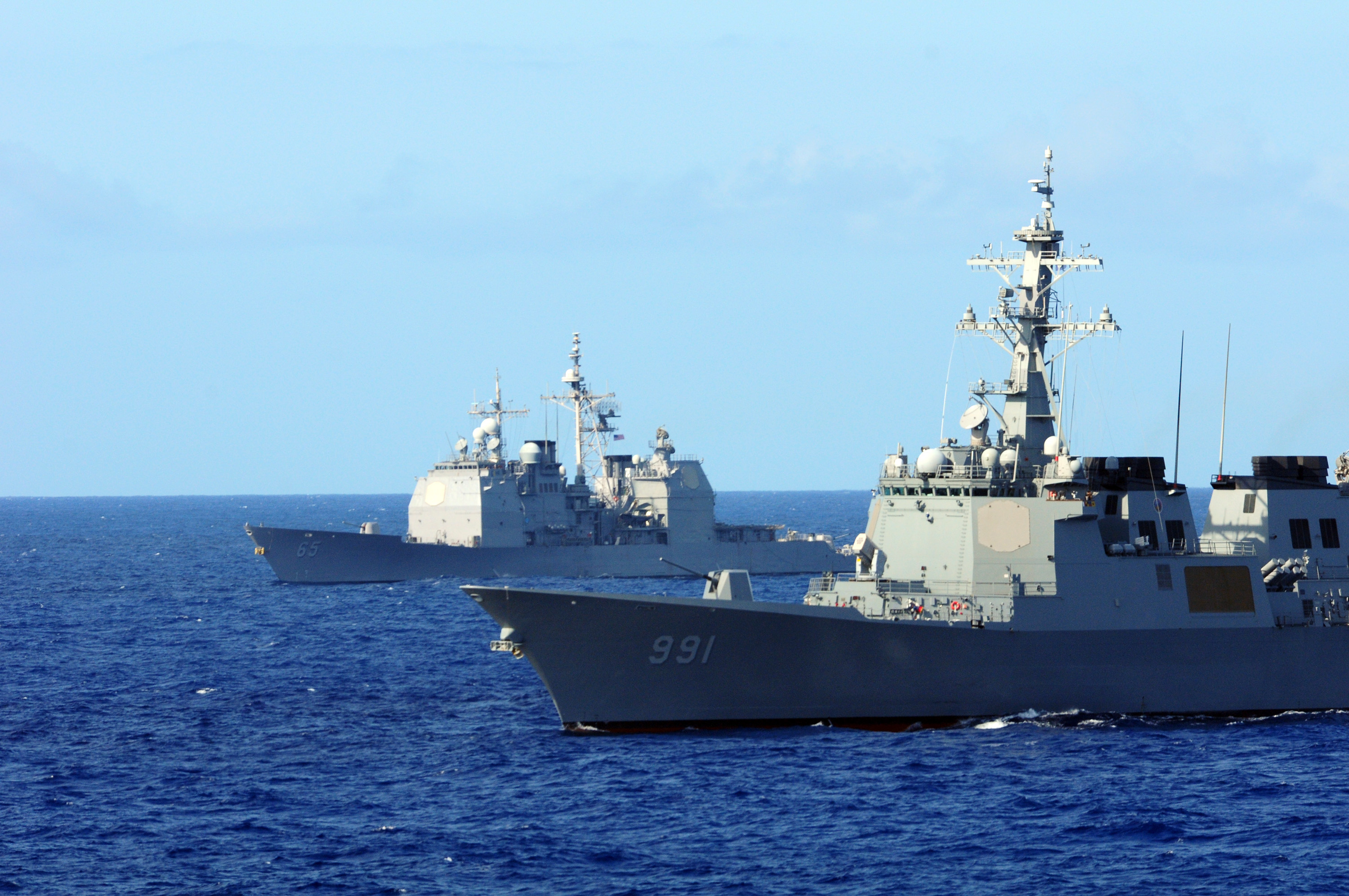
2010 年環太平洋軍演期間，世宗大王號與美國海軍長津號巡洋艦(CG-65)進行聯合作戰行動。
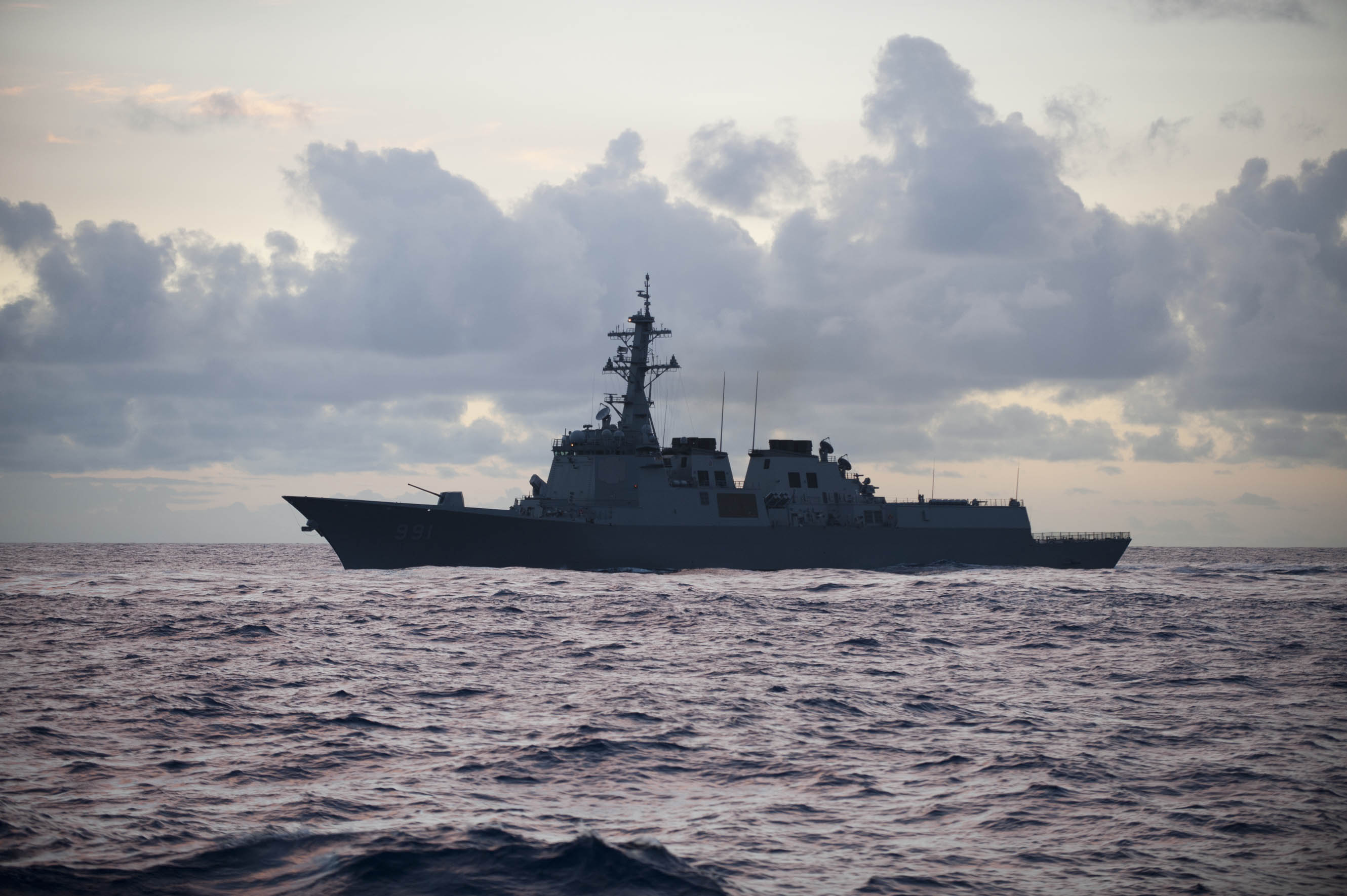
世宗大王號正在進行2010年環太平洋軍事演習
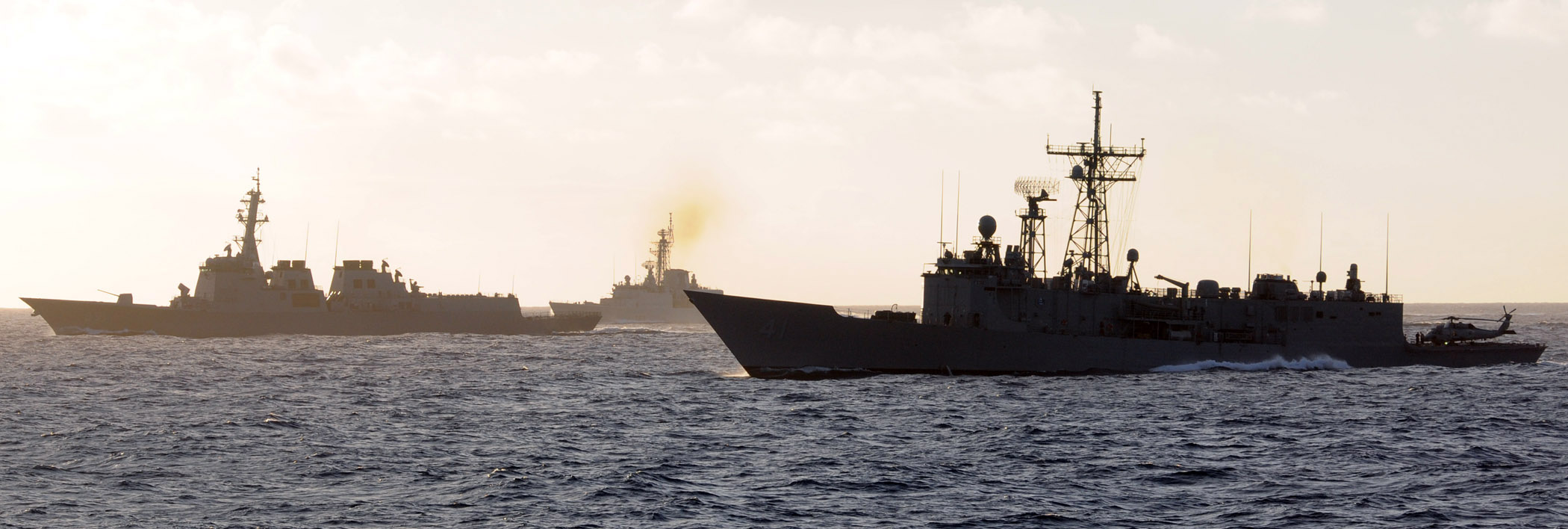
2010年環太平洋軍演期間，世宗大王號與美國海軍麥考斯基號護航艦(FFG-41)和英國皇家海軍阿爾岡昆號驅逐艦(DDG 283)並排航行。

## 關聯項目

### 相关
- 大韓民國海軍
- 忠武公李舜臣級驅逐艦
- 廣開土大王級驅逐艦

### 类似舰型
- 美国 阿利伯克級驅逐艦
- 日本 摩耶级护卫舰
- 日本 愛宕型護衛艦
- 日本 金刚级驱逐舰
- 中国 052D型驅逐艦
- 中国 055型驅逐艦